# Șurab
Șurab (în tadjică Шӯроб) este un oraș din Tadjikistan.